# ريتشارد تايلور (لاعب كرة قدم أسترالية)
ريتشارد تايلور (بالإنجليزية: Richard Taylor)‏ هو لاعب كرة قدم أسترالية أسترالي، ولد في 14 يوليو 1973.

## وصلات خارجية
- ريتشارد تايلور على موقع AustralianFootball.com (الإنجليزية)
- ريتشارد تايلور على موقع AFLtables.com (الإنجليزية)